# لیودمیلا اسکیردا
لیودمیلا اسکیردا (اوکراینی: Людми́ла Миха́йлівна Скирда́؛ زادهٔ ۱۵ سپتامبر ۱۹۴۵) منتقد ادبی و شاعر اهل اوکراین است.